# Тавтиманово
Тавтиманово (баш. Таутөмән) — село в Иглинском районе Башкортостана, административный центр Тавтимановского сельсовета.  Согласно переписи 2020 года население составляло 2232 человека.

## Географическое положение
Село расположено на реке Лобовка в 15 км к северо-востоку от Иглино и в 40 км от Уфы. К селу примыкают дачные посёлки.
В селе находится ж.-д. станция Тавтиманово на линии Уфа — Челябинск. Через село проходит автодорога, выходящая на западе к Иглино (на Уфу), на востоке — к селу Кудеевский (на М5).

## История
Известно с 1776 года. Основано башкирами д. Кубово Кубовской волости Ногайской дороги (ныне с. Чуваш-Кубово) на собственных землях. Фиксировалось также под названиями Тауфтыменево, Тавтутиново.
В 1795 году в 8 дворах проживало 32 чел., в 1865 в 41 дворе — 240 человек. Занимались скотоводством, земледелием, пчеловодством. Были мечеть, училище.
В 1906 году учтены мечеть, 3 бакалейные лавки. К 1940-м гг. к селу присоединился п. Тавтиманово, к 1950-м гг. — д. Станции Тавтиманово (оба основаны в начале XX в.).
Здание железнодорожной станции (кирпичное, нач. XX в.) является памятником архитектуры.

## Население
| 2002 | 2009  | 2010  |
| ---- | ----- | ----- |
| 2094 | ↗2210 | ↗2219 |

Национальный состав
Согласно переписи 2002 года, преобладающая национальность — башкиры (51 %).

## Инфраструктура
ООО «Агри» и «Добрый пряник», средняя и основная общеобразовательные школы, детский сад, фельдшерско-акушерский пункт, дом культуры, библиотека.

## Религия
В селе есть мечеть.